# 남원도통초등학교
남원도통초등학교는 대한민국 전북특별자치도 남원시에 있는 공립 초등학교이다.

## 학교 연혁
- 1999. 12. 01 남원도통초등학교 설립인가
- 2002. 03. 01 남원도통초등학교 개교(23학급)
- 2002. 03. 01 초대 박양규 교장 부임
- 2003. 03. 01 전라북도교육청지정 통계교육 연구학교 지정
- 2004. 09. 01 제2대 황승규 교장 부임
- 2004. 11. 05 발명공작실 개축(2개교실)
- 2007. 03. 01 교육과학기술부 지정 초등영어정책연구학교 지정
- 2008. 03. 01 제3대 김보곤 교장 부임
- 2010. 03. 01 전라북도교육청지정 독서토론 연구학교 지정
- 2011. 02. 23 전라북도교육청지정 자율학교 지정
- 2012. 02. 10 제10회 졸업식(211명 졸업생, 누계 1797명)
- 2012. 11. 01 전라북도교육청지정 혁신학교 지정
- 2013. 09. 02 제4대 강병도 교장 부임

## 참고 자료
- 남원도통초등학교 - 한국교육학술정보원 학교알리미